# Рейтинг женских сборных ФИФА
| Топ-20 рейтинга от 12 июня 2025                 |                |            |         |
| №                                               | Подъём/падение | Сборная    | Очки    |
| 1                                               | ▬              | США        | 2057.19 |
| 2                                               | ▬              | Испания    | 2034.34 |
| 3                                               | ▬              | Германия   | 2030.88 |
| 4                                               | ▲ 4            | Бразилия   | 2004.31 |
| 5                                               | ▼ 1            | Англия     | 1999.78 |
| 6                                               | ▬              | Швеция     | 1989.21 |
| 7                                               | ▼ 2            | Япония     | 1982.51 |
| 8                                               | ▼ 1            | Канада     | 1974.46 |
| 9                                               | ▬              | КНДР       | 1944.23 |
| 10                                              | ▲ 1            | Франция    | 1941.61 |
| 11                                              | ▼ 1            | Нидерланды | 1926.68 |
| 12                                              | ▬              | Дания      | 1888.68 |
| 13                                              | ▲ 1            | Италия     | 1878.37 |
| 14                                              | ▼ 1            | Исландия   | 1855.79 |
| 15                                              | ▲ 1            | Австралия  | 1854.17 |
| 16                                              | ▼ 1            | Норвегия   | 1849.07 |
| 17                                              | ▬              | Китай      | 1801.35 |
| 18                                              | ▲ 3            | Колумбия   | 1797.42 |
| 19                                              | ▼ 1            | Австрия    | 1794.41 |
| 20                                              | ▬              | Бельгия    | 1793.93 |
| Изменение позиции — по сравнению с 6 марта 2025 |                |            |         |
| Полный список на сайте ФИФА                     |                |            |         |

Рейтинг женских сборных ФИФА (англ. FIFA Women's World Ranking) — система ранжирования женских национальных сборных по футболу. Впервые была введена в 2003 году как относительный показатель силы сборной команды на текущий момент, позволяющий оценить динамику роста команды. По состоянию на июнь 2025 года в рейтинге представлены 196 женских национальных команд.
Количество очков в рейтинге зависит от результатов игр команды, силы соперников и важности матчей — за каждый сыгранный матч команде прибавляются или вычитаются очки согласно правилам. Рейтинг является официальным и часто используется при распределении команд-участниц международных турниров по различным группам.

## Описание рейтинга
Рейтинг женских сборных ФИФА основан на системе Эло, адаптированной под футбольную специфику, и составляется на основе результатов всех международных матчей, когда-либо проведённых командами, начиная с 1971 года, когда состоялся первый признанный ФИФА международный матч между женскими сборными Франции и Нидерландов.
Рейтинг публикуется четыре раза в год: как правило, в марте, июне, сентябре и декабре, однако в годы проведения чемпионатов мира даты могут быть сдвинуты для учёта результатов этих турниров.
Согласно правилам ФИФА любая команда, которая не провела ни одного матча в течение 4 лет, исключается из рейтинга. Ранее этот временной лимит составлял 18 месяцев, однако был скорректирован в начале 2021 года в связи со значительным сокращением международных матчей, вызванным пандемией COVID-19.

## Действующая система рейтинга
Система рейтинга основана на прибавлении или вычитании очков из рейтинга команды после каждого проведённого матча по следующим формулам:
{\displaystyle R_{aft}=R_{bef}+K(S_{act}-S_{exp})}
{\displaystyle S_{exp}={\frac {1}{1+10^{-x/2}}}}

{\displaystyle x={\frac {R_{bef}-O_{bef}\pm H}{c}}}, где
- {\displaystyle R_{bef}} — рейтинг команды до матча;
- {\displaystyle R_{aft}} — рейтинг команды после матча;
- {\displaystyle K=15M} — коэффициент «важности» матча➤;
  - {\displaystyle M} — фактор «важности» матча➤;
- {\displaystyle S_{act}} — баллы за фактический результат матча➤;
- {\displaystyle S_{exp}} — баллы за ожидаемый результат матча;
- {\displaystyle x} — приведённая разница между рейтингами двух команд;
- {\displaystyle O_{bef}} — рейтинг команды-соперницы до матча;
- {\displaystyle H} — поправка на домашние/гостевые матчи➤;
- {\displaystyle c=400} — коэффициент масштабирования.

### «Важность» матча
В зависимости от турнира, в рамках которого был сыгран рассматриваемый матч, при расчёте рейтинга сборной учитывается «важность» этой встречи.
| Турнир                                                        | Фактор «важности» матча {\displaystyle M} | Коэф-т «важности» матча {\displaystyle K} |
| ------------------------------------------------------------- | ----------------------------------------- | ----------------------------------------- |
| Матч женского чемпионата мира                                 | 4                                         | 60                                        |
| Матч женского Олимпийского турнира                            | 4                                         | 60                                        |
| Отборочный матч к женскому чемпионату мира                    | 3                                         | 45                                        |
| Отборочный матч к женскому Олимпийскому турниру               | 3                                         | 45                                        |
| Матч женского континентального чемпионата                     | 3                                         | 45                                        |
| Отборочный матч к женскому континентальному чемпионату        | 2                                         | 30                                        |
| Товарищеский матч между женскими командами из топ-10 рейтинга | 2                                         | 30                                        |
| Товарищеский матч между женскими командами                    | 1                                         | 15                                        |

### Фактический результат матча
Несмотря на то что основным критерием при начислении очков за результат матча является его исход (победа, ничья, поражение), на этот показатель также влияет и разница забитых и пропущенных командой мячей.
Как правило, суммарное количество баллов, начисляемых по итогам матча выигравшей и проигравшей команде, равна 100 % (например, при счёте 3:1 победившая команда получит 91,1 %, проигравшая — 8,9 %). Однако в случае ничейного результата (при разнице голов, равной 0) этот показатель не соблюдается (при счёте 0:0 сумма равна лишь 94 %, а при высокорезультативной ничьей — более 100 %).
Впоследствии назначенные в виде процентов баллы переводятся в десятичную дробь (например, 91,1 % = 0,911).
|                                            | Разница забитых и пропущенных мячей | | | | | | |
| 0                                          | 1 | 2 | 3 | 4 | 5 | ≥6 | |
| Кол-во забитых мячей невыигравшей командой | Начисляемые при расчёте рейтинга проценты за фактический результат (в числителе — непроигравшей команде, в знаменателе — невыигравшей команде), % | Начисляемые при расчёте рейтинга проценты за фактический результат (в числителе — непроигравшей команде, в знаменателе — невыигравшей команде), % | Начисляемые при расчёте рейтинга проценты за фактический результат (в числителе — непроигравшей команде, в знаменателе — невыигравшей команде), % | Начисляемые при расчёте рейтинга проценты за фактический результат (в числителе — непроигравшей команде, в знаменателе — невыигравшей команде), % | Начисляемые при расчёте рейтинга проценты за фактический результат (в числителе — непроигравшей команде, в знаменателе — невыигравшей команде), % | Начисляемые при расчёте рейтинга проценты за фактический результат (в числителе — непроигравшей команде, в знаменателе — невыигравшей команде), % | Начисляемые при расчёте рейтинга проценты за фактический результат (в числителе — непроигравшей команде, в знаменателе — невыигравшей команде), % |
| 0                                          | 47,0 / 47,0 | 85,0 / 15,0 | 92,0 / 8,0 | 96,0 / 4,0 | 97,0 / 3,0 | 98,0 / 2,0 | 99,0 / 1,0 |
| 1                                          | 50,0 / 50,0 | 84,0 / 16,0 | 91,1 / 8,9 | 95,2 / 4,8 | 96,3 / 3,7 | 97,4 / 2,6 | 98,5 / 1,5 |
| 2                                          | 51,0 / 51,0 | 83,0 / 17,0 | 90,2 / 9,8 | 94,4 / 5,6 | 95,6 / 4,4 | 96,8 / 3,2 | 98,0 / 2,0 |
| 3                                          | 52,0 / 52,0 | 82,0 / 18,0 | 89,3 / 10,7 | 93,6 / 6,4 | 94,9 / 5,1 | 96,2 / 3,8 | 97,5 / 2,5 |
| 4                                          | 52,5 / 52,5 | 81,0 / 19,0 | 88,4 / 11,6 | 92,8 / 7,2 | 94,2 / 5,8 | 95,6 / 4,4 | 97,0 / 3,0 |
| ≥5                                         | 53,0 / 53,0 | 80,0 / 20,0 | 87,5 / 12,5 | 92,0 / 8,0 | 93,5 / 6,5 | 95,0 / 5,0 | 96,5 / 3,5 |

### Поправка на домашние/гостевые матчи
Исторически сложилось так, что команды, принимающие матч на своём поле, зарабатывают около 66 % возможных очков, в то время как гостевые команды — лишь 34 %. Чтобы учесть это преимущество домашнего поля вводится поправка к разнице в рейтингах между сборными, равная −100 для принимающей команды и +100 — для гостевой; при игре на нейтральном поле эта поправка равна 0.

### Пример подсчёта очков
В качестве примера ниже приведён расчёт рейтингов сборной США и сборной Бразилии по результатам товарищеского матча, сыгранного 8 апреля 2025 года в Коста-Рике (нейтральное поле) и закончившегося победой бразильянок со счётом 2:1.
| Показатель                                                         | США    | Бразилия | Примечания                                                                                               |
| ------------------------------------------------------------------ | ------ | -------- | --- |
| Рейтинги команд до матча {\displaystyle R_{bef}}                   | 2069   | 1977     | |
| Поправка на домашние/гостевые матчи {\displaystyle H}              | 0      | 0        | Нейтральное поле                                                                                         |
| Приведённая разница между рейтингами двух команд {\displaystyle x} | 0,23   | −0,23    | {\displaystyle {\frac {2069-1977\pm 0}{400}}=0,23} и {\displaystyle {\frac {1977-2069\pm 0}{400}}=-0,23} |
| Баллы за ожидаемый результат матча {\displaystyle S_{exp}}         | 0,566  | 0,434    | {\displaystyle {\frac {1}{1+10^{-0,23/2}}}=0,566} и {\displaystyle {\frac {1}{1+10^{-(-0,23)/2}}}=0,434} |
| Счёт матча                                                         | 1      | 2        | Кол-во забитых мячей невыигравшей команды 1; разница забитых и пропущенных мячей 1                       |
| Баллы за фактический результат матча {\displaystyle S_{act}}       | 0,160  | 0,840    | Кол-во забитых мячей невыигравшей команды 1; разница забитых и пропущенных мячей 1                       |
| Коэффициент «важности» матча {\displaystyle K}                     | 30     | 30       | Товарищеский матч команд из топ-10 (США — 1-е место; Бразилия — 8-е место)                               |
| Рейтинги команд после матча {\displaystyle R_{aft}}                | 2057 ▼ | 1989 ▲   | {\displaystyle 2069+30\cdot (0,160-0,566)=2057} и {\displaystyle 1977+30\cdot (0,840-0,434)=1989}        |